# Acacia malacocephala
Acacia malacocephala é uma espécie de leguminosa do gênero Acacia, pertencente à família Fabaceae.